# Orival, Charente
Orival är en kommun i departementet Charente i regionen Nouvelle-Aquitaine i västra Frankrike. Kommunen ligger  i kantonen Chalais som ligger i arrondissementet Angoulême. År 2022 hade Orival 150 invånare.

## Befolkningsutveckling
Antalet invånare i kommunen Orival
Referens:INSEE